# Giancarlo Maria Bregantini

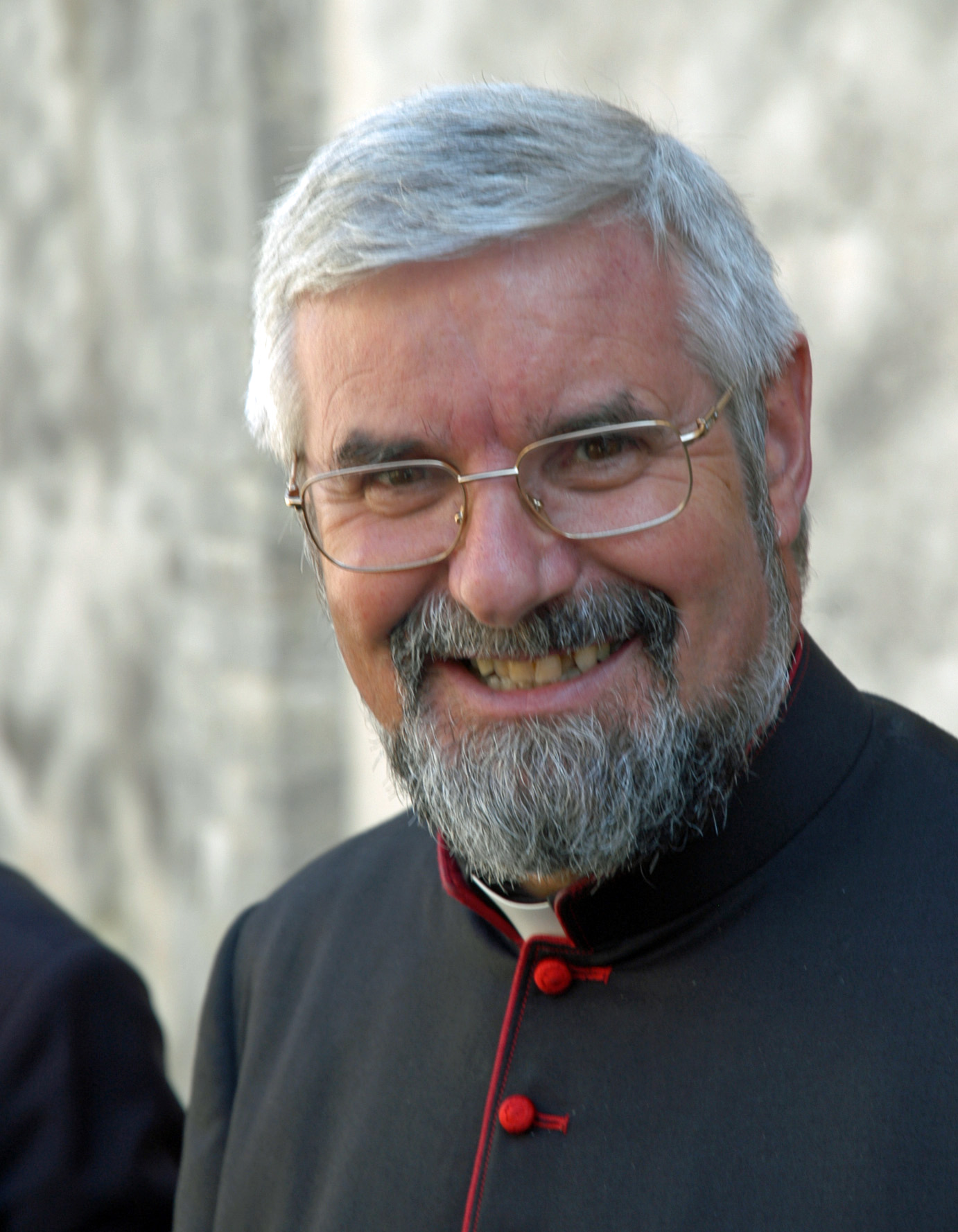
Erzbischof Giancarlo Bregantini

Erzbischofswappen

Giancarlo Maria Bregantini CSS (* 28. September 1948 in Denno) ist ein italienischer Ordensgeistlicher und emeritierter römisch-katholischer Erzbischof von Campobasso-Boiano.

## Leben
Giancarlo Maria Bregantini trat der Ordensgemeinschaft der Stigmatiner bei, legte am 13. Juni 1974 die Profess ab und empfing am 1. Juli 1978 die Priesterweihe. Von 1976 bis 1987 unterrichtete er Kirchengeschichte am Päpstlichen regionalen Seminar San Pio X in Catanzaro.
Papst Johannes Paul II. ernannte ihn am 12. Februar 1994 zum Bischof von Locri-Gerace und er wurde am 7. Mai desselben Jahres in das Amt eingeführt. Der Erzbischof von Crotone-Santa Severina, Giuseppe Agostino, spendete ihm am 7. April desselben Jahres die Bischofsweihe; Mitkonsekratoren waren Vittorio Luigi Mondello, Erzbischof von Reggio Calabria-Bova, und Giovanni Maria Sartori, Erzbischof von Trient.
Als Wahlspruch wählte er Dominus meus et Deus meus. Am 8. November 2007 wurde er von Papst Benedikt XVI. zum Erzbischof von Campobasso-Boiano ernannt und am 20. Januar des nächsten Jahres in das Amt eingeführt.
Giancarlo Bregantini, der auch als Kritiker der Mafia bekannt ist, verfasste die Texte für die 14 Stationen des Kreuzwegs, den Papst Franziskus am Karfreitag 2014 im Kolosseum betete.
Am 6. Dezember 2023 nahm Papst Franziskus das altersbedingte Rücktrittsgesuch von Giancarlo Maria Bregantini an.